# Jennifer Jason Leigh
Jennifer Jason Leigh (Hollywood, Los Angeles, 5 de fevereiro de 1962) é uma atriz estadunidense.
Ainda adolescente atuou em Fast Times at Ridgemont High (br: Picardias Estudantis / pt: Viver depressa). Na carreira adulta, dentre seus filmes mais conhecidos constam dois que fez com o ator holandês Rutger Hauer: Flesh & Blood (br: Conquista sangrenta / pt: Amor e sangue), um drama medieval com altas doses de erotismo e violência; e o suspense The Hitcher (br: A morte pede carona / pt: Terror na auto-estrada). Também fez sucesso em sua representação de jovem desequilibrada mental no filme Single White Female (br: Mulher solteira procura / pt: Jovem procura companheira), no qual atuou com Bridget Fonda. Atualmente, interpreta Elsa Gardner na série Atypical, original Netflix.
É filha do ator Vic Morrow.

## Filmografia
- 1981 - Eyes of a Stranger
- 1982 - Fast Times at Ridgemont High (br: Picardias estudantis / pt: Viver depressa)
- 1982 - Wrong Is Right
- 1983 - Easy Money (br: Dinheiro fácil)
- 1984 - Grandview, U.S.A. (br: A volta por cima)
- 1985 - Flesh+Blood (br: Conquista sangrenta / pt: Amor e sangue)
- 1986 - The Hitcher (br: A morte pede carona / pt: Terror na auto-estrada)
- 1986 - Men's Club (br: Clube dos homens)
- 1987 - Sister, Sister (br: Segredo em família)
- 1987 - Under Cover (br: Tocaia fatal)
- 1988 - Heart of Midnight (br: No coração da noite)
- 1989 - Last Exit to Brooklyn (br: Noites violentas no Brooklyn)
- 1989 - The Big Picture (br: A grande comédia)
- 1990 - Buried Alive (br: Sepultado Vivo / pt: Morto, mas nem tanto)
- 1990 - Miami Blues (br: O anjo assassino)
- 1991 - Backdraft (br: Cortina de fogo / pt: Mar de chamas)
- 1991 - Rush (br: Rush - Uma viagem ao inferno)
- 1991 - Crooked Hearts (br: Corações partidos)
- 1992 - Single White Female (br: Mulher solteira procura / pt: jovem procura companheira)
- 1992 - The Prom
- 1993 - Short Cuts (br: Short Cuts - Cenas da vida — pt: Short Cuts - Os americanos)
- 1994 - The Hudsucker Proxy (br: Na roda da fortuna)
- 1994 - Mrs. Parker and the Vicious Circle (br: O círculo do vício)
- 1995 - Dolores Claiborne (br: Eclipse total)
- 1995 - Georgia
- 1996 - Kansas City
- 1996 - Bastard Out (br: Marcas do silêncio)
- 1997 - A Thousand Acres (br: Terras perdidas / pt: Amigas e rivais)
- 1997 - Washington Square (br: A herdeira)
- 1999 - eXistenZ (br: eXistenZ)
- 2000 - Skipped Parts]
- 2000 - Beautiful View
- 2000 - The King Is Alive (br: O rei está vivo)
- 2001 - The Man Who Wasn't There  (br: O homem que não estava lá / pt: O barbeiro)
- 2001 - The Anniversary Party (br: Aniversário de casamento)
- 2001 - The Quickie (br: A sucessão)
- 2002 - Road to Perdition (br: Estrada para Perdição – pt: Caminho para Perdição)
- 2003 - In the Cut (br: Em carne viva / pt: Atracção perigosa)
- 2004 - Childstar
- 2004 - El maquinista ou The Machinist (br: O operário / pt: O Maquinista)
- 2004 - Palindromes (br: Palíndromos)
- 2005 - The Jacket (br: Camisa de força / pt: Colete de forças)
- 2005 - Easter Sunday
- 2005 - Rag Tale
- 2012 - Revenge
- 2015 - The Hateful Eight
- 2017 - presente - Atypical
- 2018 - Annihilation
- 2018 - White Boy Rick
- 2019 - Von Lux

## Prêmios

#### Oscar
| Ano  | Categoria                | Indicação         | Notas    |
| ---- | ------------------------ | ----------------- | -------- |
| 2016 | Melhor Atriz Coadjuvante | The Hateful Eight | Indicado |

#### Globo de Ouro
| Ano  | Categoria                          | Indicação                          | Notas    |
| ---- | ---------------------------------- | ---------------------------------- | -------- |
| 1994 | Melhor Elenco                      | Short Cuts                         | Venceu   |
| 1995 | Melhor Atriz em Cinema - Drama     | Mrs. Parker and the Vicious Circle | Indicado |
| 2016 | Melhor Atriz Coadjuvante em Cinema | The Hateful Eight                  | Indicado |

#### BAFTA
| Ano  | Categoria                | Indicação         | Notas    |
| ---- | ------------------------ | ----------------- | -------- |
| 2016 | Melhor Atriz Coadjuvante | The Hateful Eight | Indicado |